# Floriana Garo
Floriana Garo, född 15 februari 1987 i Durrës, är en albansk fotomodell och väderpresentatör.
Garo är både albansk och amerikansk medborgare, då hon år 2008 fick sitt amerikanska medborgarskap. Sedan år 2011 arbetar hon för den albanska TV-kanalen ABC News. Under år 2012 utsågs hon till Miss Albanien och blev därmed sitt lands representant i modelltävlingen Miss World. I november 2012 avslöjade den albanska tidskriften Mapo att Garo tillsammans med Enkel Demi kommer att vara värd för Festivali i Këngës 51, Albaniens uttagning till Eurovision Song Contest 2013.